# Arbre de corail d'Abyssinie
Erythrina abyssinica
Espèce
Synonymes
- Erythrina tomentosa

Classification phylogénétique
L’Arbre de corail d'Abyssinie (Erythrina abyssinica) est une espèce de plantes à fleurs de la famille des Fabaceae. C'est un arbre originaire d'Afrique orientale et introduite en Asie et en Amérique centrale.

## Description
Haut de 10 à 15 m, c'est un arbre à feuilles caduques, à l'écorce brun gris rugueuse.
Les feuilles sont alternes, trifoliées.
Les fleurs rouge corail ou écarlate  peuvent apparaitre de la fin de l'hiver, avant l'apparition des feuilles, au début de l'été.
Il est utilisé en médecine traditionnelle africaine.
Il ne supporte pas le gel.

## Galerie

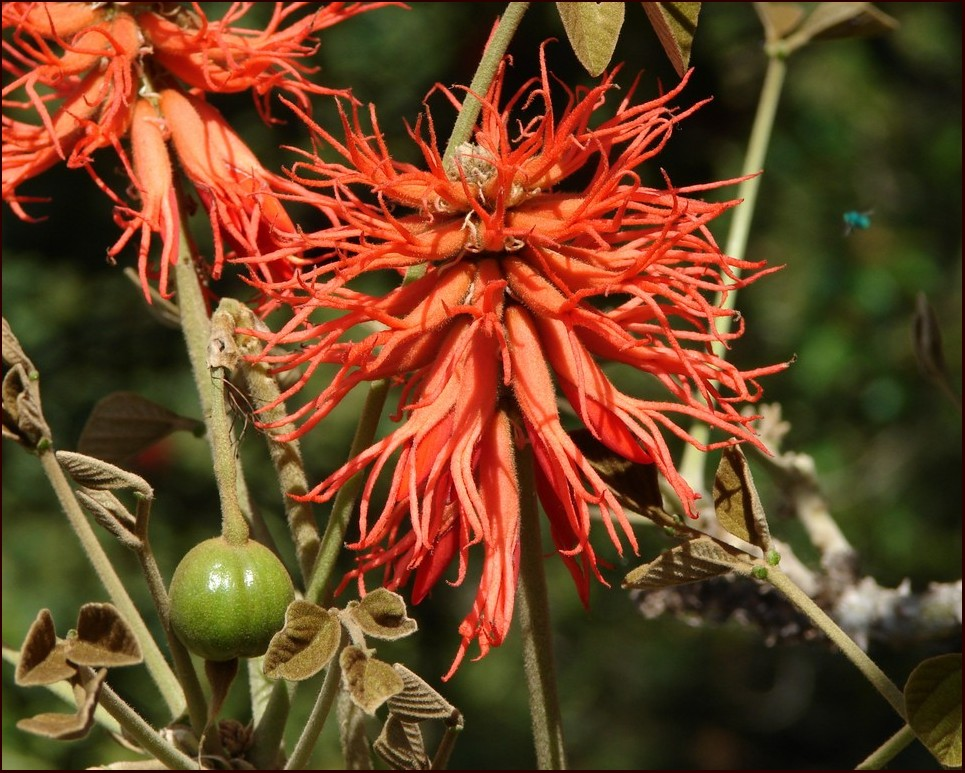
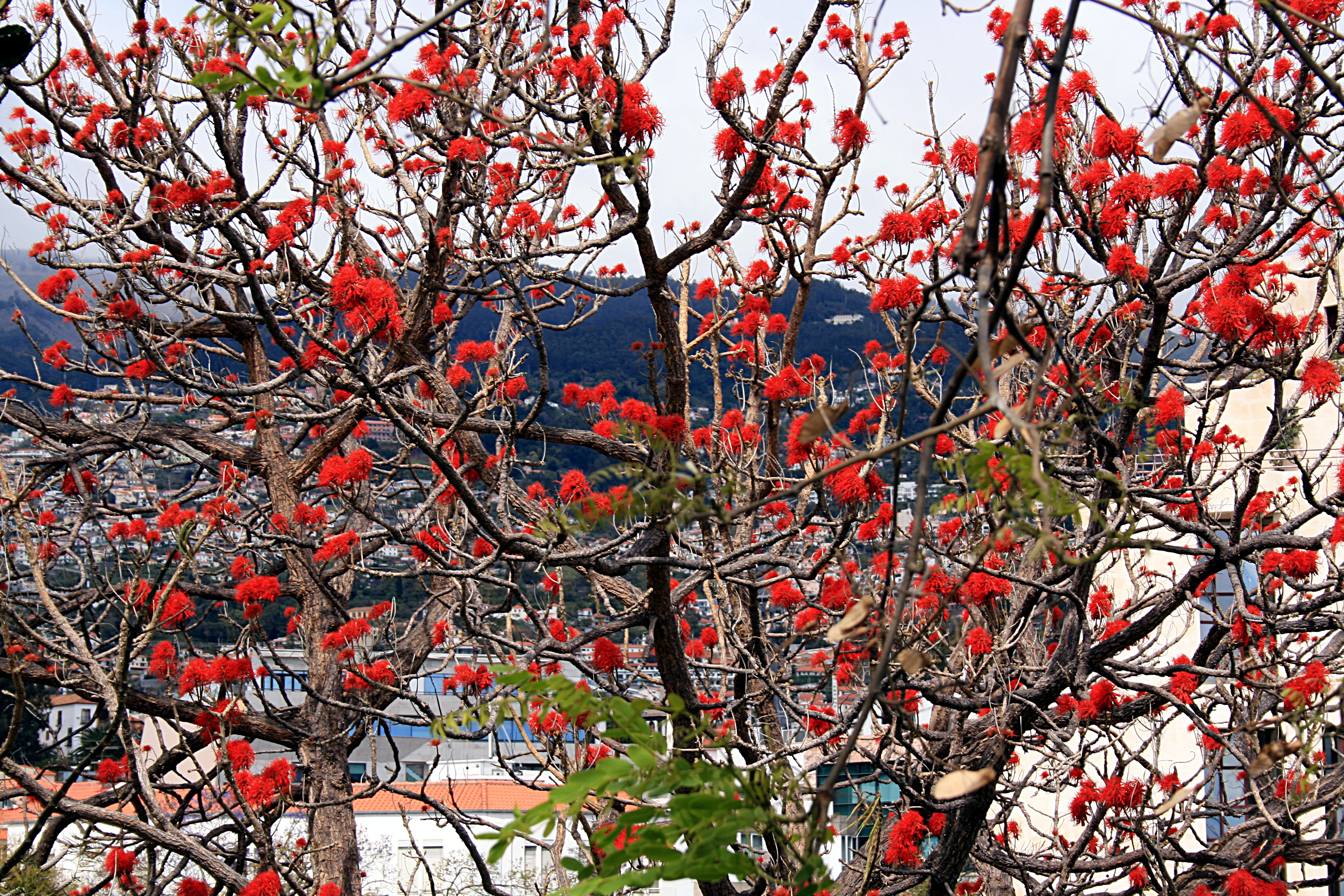
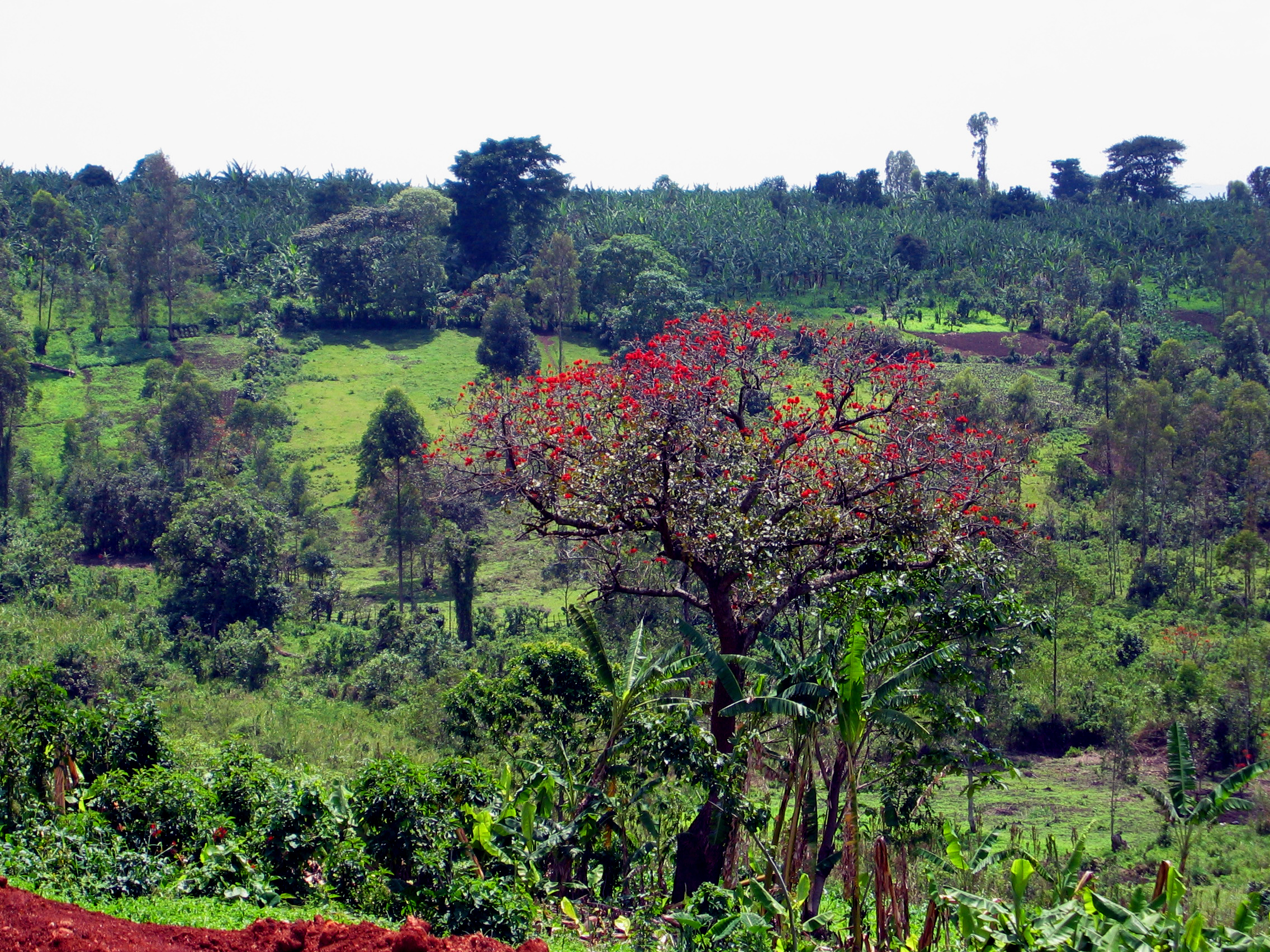